# The Art of Memory II
The Art of Memory II est un album de musique improvisée, jouée par Fred Frith et John Zorn. Il a été enregistré en public et publié sur le label du guitariste, Fred Records, dont l'objectif est de publier les travaux plus anciens du guitariste . Il a été enregistré en 1983 et 1985, donc avant son prédécesseur The Art of Memory enregistré en 1993.

## Titres
| 1.    | The Heaven   | 17:37 |
| 2.    | The Wood     | 4:43  |
| 3.    | The Standard | 8:46  |
| 4.    | The Wheel    | 5:44  |
| 5.    | The Painter  | 20:21 |
| 57:11 |              |       |

## Personnel
- Fred Frith - instruments faits maison, clavier Casio, voix
- John Zorn - saxophone alto, appeaux, embouchures